# Setge de Girona de 1467
El Setge de Girona de 1467 fou un dels combats de la Guerra Civil Catalana.

## Antecedents
Amb l'esclat de la Guerra Civil catalana, la pagesia empordanesa va optar per donar suport a la Diputació del General de Catalunya, com ho feren les viles de Figueres, Roses i Castelló.
El 29 de juny de 1466 mor el conestable Pere de Portugal a Barcelona havien augmentat considerablement els partidaris de posar fi a la guerra i per evitar-ho, el 2 de juliol es va publicar un decret per el que es castigaria amb la pena de mort als qui parlessin a favor del rei, la reina o el primogènit. Aprofitant aquest clima, Joan el Sense Fe va fer una oferta de pau del mateix tenor que la que acabava de fer Tortosa, que s'havia rendit el dia 15 de juliol, per mitjà d'una ambaixada de les Corts d'Aragó, però l'oferiment va ser rebutjat per les institucions barcelonines, dominades pel sector revolucionari més radical encapçalat per Cosme de Montserrat, bisbe de Vic, perquè esperava l'ajuda del regne de França.
S'oferí la corona a Renat I d'Anjou, net de Joan I d'Aragó i antic enemic d'Alfons el Magnànim, la qual cosa modificarà el sistema d'aliances internacionals i es va nomenar una ambaixada formada per tres membres en representació dels tres estaments del Principat perquè anés a Angers per rendir-li vassallatge, i va acceptar només quan Lluís XI de França el va fer saber en secret que comptava amb el seu suport. Conscient que darrere de la proclamació de Renat d'Anjou estava Lluís de França, Joan va demanar-li que mantingués l'aliança subscrita al Tractat de Baiona de 1462 i no va rebre resposta. El canvi en la seva política respecte Catalunya va ser comunicat per Lluís a les autoritats catalanes, a les quals va assegurar que havia abandonat la seva anterior «aliança i confederació» amb el rei Joan i que es disposava a prestar tota la seva ajuda i consell a Renat d'Anjou. En el pla internacional la resposta de Joan va ser concertar una lliga amb Eduard IV d'Anglaterra i Carles I de Borgonya, dos enemics del rei francès.
Renat mai va arribar a ser a Catalunya i cedí els drets al seu fill, Joan II de Lorena, que entrà com a lloctinent a Barcelona el 31 d'agost de 1467, i va trigar a reunir l'exèrcit amb què actuaria a Catalunya, així que Joan el Sense Fe va intentar aprofitar per ocupar l'Empordà per impedir l'avenç de l'exèrcit angeví cap a Barcelona un cop creués els Pirineus, i per això calia prendre la fortalesa de Roses. A finals de setembre de 1466 l'exèrcit reial, al comandament de la reina Joana Enríquez s'hi va dirigir des de Manresa, passant per Olot, Besalú i Banyoles i el 22 d'octubre va començar l'assalt, però Roses va resistir i el setge es va aixecar el 8 de novembre. El fracàs de la reina a Roses va possibilitar l'avenç de l'exèrcit angeví, del que l'avançada va entrar al Principat el gener de 1467 i va arribar a Barcelona a mitjans de febrer després de prendre Castelló d'Empúries l'1 de febrer. Els angevins van ser aclamat pels seus desmoralitzats habitants, que en aquells moments patien greus penúries econòmiques.

## El setge
A mitjan abril va creuar els Pirineus el gruix de l'exèrcit angeví amb Joan II de Lorena al capdavant, i a qui Lluís XI de França feia poc que havia renovat la promesa de suport. Tot i això, no es va dirigir directament a Barcelona, sinó que abans va intentar prendre Girona, el principal nucli realista al nord de Catalunya. A mitjan agost va haver de desistir del setge emprès el 7 de juliol després d'haver-se apoderat de la major part de l'Alt Empordà davant l'anunci de l'arribada d'un exèrcit realista d'auxili al comandament del joveníssim príncep Ferran. Per por de veure's atrapat entre dos focs, va aixecar el campament i el 3 de setembre va entrar a Barcelona.

## Conseqüències
La derrota a la batalla de Viladamat el novembre de 1467 obligà Joan el Sense Fe i el príncep Ferran a refugiar-se a l'estol reial i a tornar a Tarragona per dirigir-se a Cervera. Per a Joan el Sense Fe i el príncep la derrota de Viladamat va ser la fi de les seves esperances d'aconseguir una victòria ràpida a la guerra i mentre Joan d'Anjou reforçava la seva autoritat davant les institucions catalanes i va reduir considerablement la intranquil·litat a la ciutat a causa de la crisi econòmica i financera. A mitjan desembre de 1467 el mateix Joan d'Anjou va partir per a l'Empordà per completar la victòria de Viladamat assetjant el castell de Sant Martí d'Empuries, que va acabar rendint-se quatre mesos després, el 15 d'abril de 1468, i poc després el castell de Begur. Poc després, a mitjans de juny, Joan d'Anjou va creuar els Pirineus per reclutar un exèrcit de reforç que li permetés apoderar-se de Girona, l'últim bastió realista a la zona, defensat per Alfons d'Aragó, qui el 23 de maig de 1468 vencé l'host del comte de Vaudemont, que avançava cap a Sant Joan de les Abadesses. Finalment, els reforços del duc de Lorena van portar a la capitulació de Girona l'1 de juny de 1469.